# Мокшанська мова
Мокша́нська мо́ва (мокш. мокшень кяль) — одна з фіно-волзьких мов фіно-угорської мовної групи. У атласі мов ЮНЕСКО мокшанська позначена як мова, що знаходиться під загрозою зникнення.

## Ареал

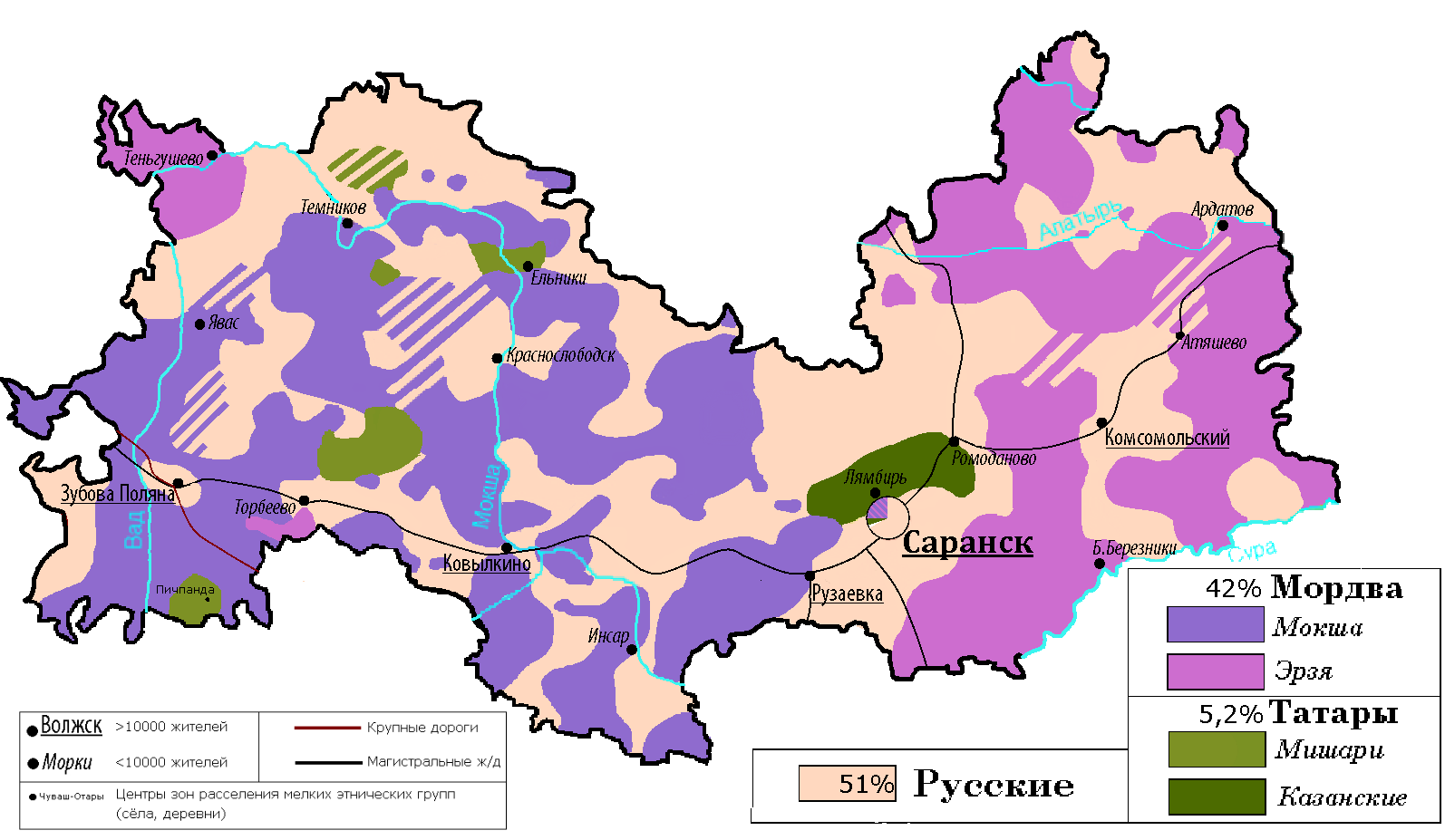
Розселення ерзян та мокшан у Мордовії

Поширена на історичних землях Мокшень Мастор (Мокшанії): західні райони Республіки Мордовія (Атюр'євський, Єльниківський, Зубово-Полянський, Інсарський, Кадошкінський, Ковилкінський, Краснослободський, Рузаєвський, Старошайговський, Темниковський, Торбеєвський) та вся Пензенська область, у XIX ст. — Тамбовська область.
Ареали поширення мокшанської мови є в Самарській, Ульяновській, Саратовській, Челябінській та Оренбурзькій областях РФ, Західному Сибіру, Башкортостані, Татарстані. Точна кількість мокшаномовних людей невідома, оскільки всі російські переписи, включно з 2002, фіксують мовне самовизначення за псевдоетнонімом «мордва».

## Чисельність мовців
Приблизна кількість мовців — 200 тисяч осіб з активним знанням, та ще стільки ж — із пасивним. Скільки ж насправді є мовців визначити не можливо, оскільки за даними переписів є тільки загальна кількість тих, хто володіє мордовскими мовами, але не відомо, скільки з них володіють саме мокшанською.
За переписом 1926 року 392,4 тис. осіб володіли мокшанською мовою у тій чи иншій мірі. З 1959 до 1989 рік кількість мордви, які вказали мову своєї національності, як рідну, за даними переписів, знизилась на 14,1 %. У 1959 році з 1285 мордвин рідною назвали 78,1 ‰, а в 1990 році з 1154 мордвин тільки 67,1 ‰ рідною назвали мордовську (мокшанську та ерзянську мови).

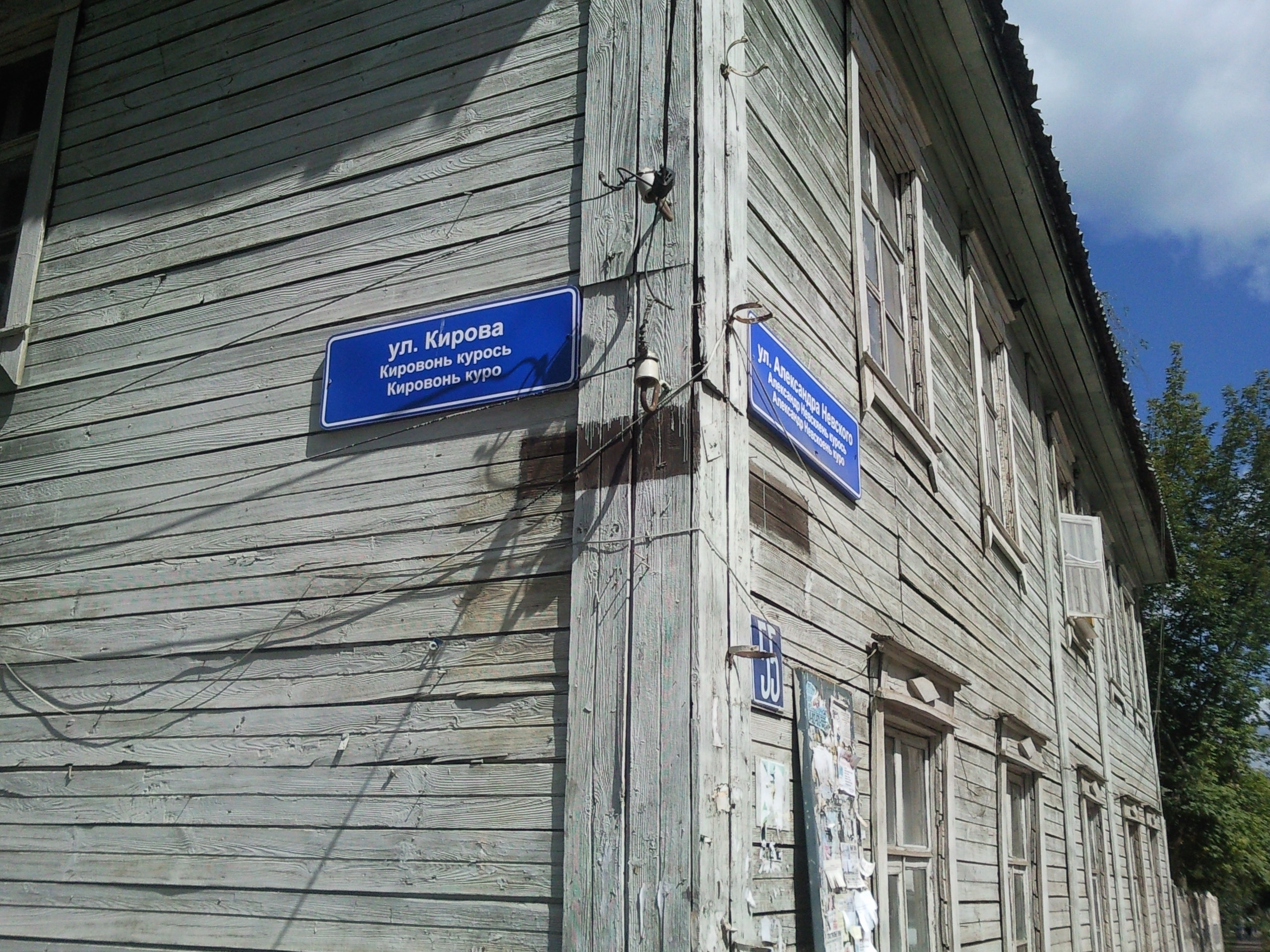
Мокшанська, російська та ерзянська мови на табличці у Саранську

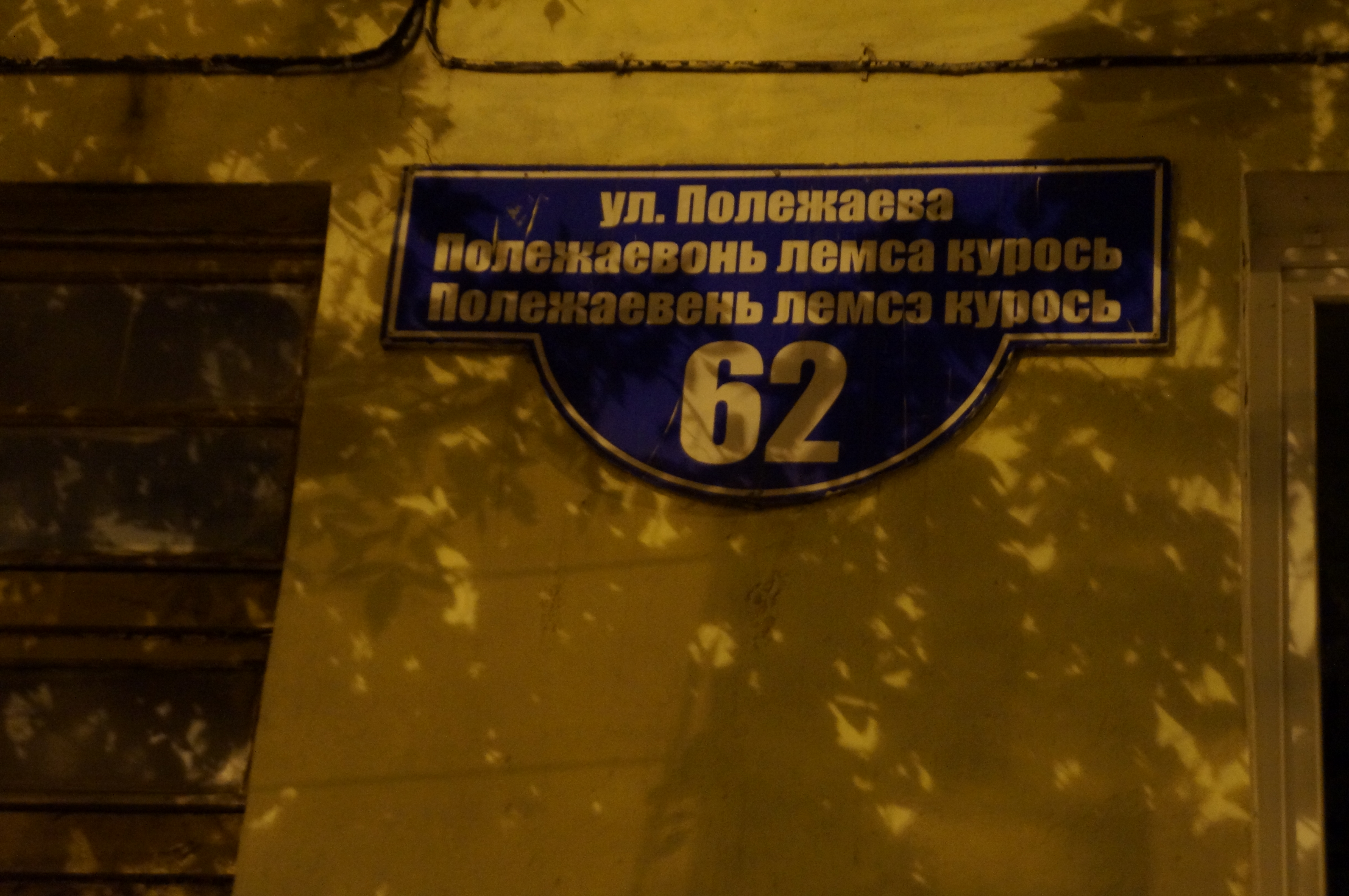
Табличка на будинку в місті Саранську російською, мокшанською та ерзянською мовами

## Офіційний статус
Мокшанська мова є однією з трьох офіційних мов Республіки Мордовія, поряд з ерзянською та російською, проте не прийняті юридична основа і норми, котрі регулюють вживання мокшанської у діловодстві і її фактичне використання є досить обмеженим.

## Освіта
Перші кілька шкіл, де вивчали мокшанську мову, були відкриті в XIX столітті християнськими місіонерами. З 1973 року мокшанська, як мова навчання, була дозволена в перших 3 класах початкової школи у сільській місцевості та як предмет, на добровільних засадах за вибором батьків, в інших школах.
У 2002-2003 навчальному році мокшанська мова, як предмет, викладалася у 121 школі Росії. У Мордовії в 2009-2010 навчальному році мокшанською мовою велося викладання у 50 школах з 1 по 4 клас. Ще в 87 школах мокшанська мова викладалася за планом національних шкіл як предмет з 1 по 11 клас, а в 171 школі мокшанська вивчалася як предмет за планом російськомовних шкіл. 
З 2010 року вивчення мокшанської в школах Республіки Мордовії не є обов’язковим, її можуть вивчати тільки за бажанням батьків.
Станом на серпень 2012 року в Республіці Мородовія немає національних шкіл у яких навчально-виховний процес здійснювався мокшанською. У 52 школах Мордовії мокшанська викладалася як предмет, де загальна кількість тих, хто вивчав мокшанську становила 3556 осіб, і викладання було факультативним. Включення мокшанської мови, як обов'язковий предмет, до складу навчального плану офіційно «є незаконним і порушує конституційні права неповнолітніх на вільний вибір мови спілкування, виховання, навчання і творчості». В офіційних даних, станом на серпень 2012 року, вказується 22 545 осіб, які вивчають мокшанську та ерзянську мови.
Згідно зі щорічною статистикою Міністерства освіти Росії у 2014-2015 роках було 48 мокшанських середніх шкіл (усі в сільській місцевості), де навчали 644 учнів, та 202 школи (152 у сільській місцевості), де мокшанську мову вивчали як предмет 15 783 учнів (5 412 у сільській місцевості).
Мовою освітнього процесу у закладів вищої освіти Республіки Мордовія є російська мова, тільки філологічні факультети Мордовського державного університету та Мордовський державний педагогічний інститут мають курси, де готують вчителів мокшанської мови. Мордовський державний університет також пропонує курс мокшанської мови для инших гуманітарних та деяких технічних спеціальностей.

## Писемність
Писемність виникла у XVIII столітті і базується на кирилиці. Перша «Мордовська граматика», складена мокшанською мовою Павлом Орнатовим, вийшла в світ у 1838 році. У 1883 році священник Микола Барсов склав «Граматику мордовської мови по наріччю „мокша“».
До початку XX століття абетка не мала стабільності, часто змінювалася. Так у 1932 році була офіційно прийнята латинська абетка, але на ній нічого не було видано. Сучасний варіант мокшанської абетки діє з кінця 1920-х років і нічим не відрізняється від російської абетки.
Сучасна мокшанська абетка
| А а | Б б | В в | Г г | Д д | Е е | Ё ё | Ж ж | З з | И и | Й й |
| К к | Л л | М м | Н н | О о | П п | Р р | С с | Т т | У у | Ф ф |
| Х х | Ц ц | Ч ч | Ш ш | Щ щ | Ъ ъ | Ы ы | Ь ь | Э э | Ю ю | Я я |

## Порівняння лексики мокшанської і ерзянської мов[12][13][14][15]
Мокшанська мова, як і ерзянська, значно більш споріднена з марійською мовою та балтсько-фінськими мовами, ніж з іншими фіно-угорськими мовами. Спільність лексики мордовських (мокшанської та ерзянської) мов становить близько 60%.
| українська | ерзянська | мокшанська |
| ---------- | --------- | ---------- |
| мати       | авай      | тядяй      |
| батько     | тетяй     | аляй       |
| горох      | кснав     | снав       |
| просо      | суро      | сура       |
| коноплі    | кансть    | каньф      |
| льон       | лияназ    | иляназ     |
| полба      | виш       | виш        |
| борона     | инзамо    | инзама     |
| вила       | сянго     | сянга      |
| тік        | тинге     | тинголанга |
| ціп        | пивсэме   | тяляма     |
| лопата     | койме     | кайме      |
| решето     | сувтеме   | сифтема    |
| корова     | скал      | тракс      |
| кінь       | лишме     | алаша      |
| вівця      | реве      | уча        |
| свиня      | туво      | тува       |
| берег      | търва     | чире       |

## Діалектний поділ та література
Першу класифікацію мокшанських діалектів розробив Йосип Черапкін. Він у своєму дослідженні «Діалекти мордви-мокші колишньої Пензенської губернії» виділяв такі діалекти: спаський, червоносбодський, інсарський. Класифікацію Черапкіна переглянув Сандор Феоктистонь, і серед мокшанських діалектів виділяє п'ять типів: західний, центральний, південно-східний, перехідний та змішаний тип.
До початку 1930-х років мокшанські друковані видання виходили на окремих діалектах. Викладання у школах практично велося на рідному діалекті вчителів. Відсутність кодифікованої мовної бази, коливання у виборі того, на основі яких діалектів писати книги, гальмувало видання національних підручників.
Література, що друкувалася мокшанською мовою у 1920-ті роки, переважала діалектизмами. Тому на мовній конференції 1928 року було видано постанову, про заборону змінювати та пристосовувати мову книжкової продукції до рідного діалекту.

Діалекти ерзянської та мокшанської мови у Мордовії

Перші газети мокшанською мовою, у 1920-ті роки, виходили тими ж говірками, носіями яких були журналісти та кореспонденцій, а також самі редактори.
У першій половині 1930-х років відбулись I та II мовні конференції, на яких мокшанська літературна мова затверджена на основі червонослобідсько-темниківської говірки, або центрального діалекту.
Нині у мокшанській мові виділяють діалекти:
1. I діалектний тип (центральний)
2. II діалектний тип (західний)
3. ІІІ діалектний тип (південно-східний)
4. IV діалектний тип (перехідний)
5. V діалектний тип (змішаний)

Мокшанською мовою створена література. Класики — Михайло Бєзбородов, Захар Дорофєєв, Федір Атянін, Олексій Мокшоні, Максим Бебан, Яків Пінясов, Юрій Кузнєцов, Марія Малькіна, Раїса Орлова.

## Приклад
«Заповіт» Тараса Шевченка мокшанською мовою (переклав Максим Бебан).
| АВОЗЛАМА Кулан-тиян, калмамастє: шачєнь-касонь крайняв, стєпь кучканяс, губор пряняс: кєльгома Украйнав. Кадык сєльминголєн няян: кєли паксят коль ни, кода шуди вишкє Днєпрась: комболдозь да жольнязь. Кодак уйфтьсы ширєнястон: аєркс вракнєнь вєрснон: сєнєм моряв… эста стяян: калмэзорстон сєрьсон, кадан паксятнєнь да панттнєнь: да куцян мянь шкайти: озондома… а сєнярс мон: шкайти крє̈ст аф кайсян. Калмамасть да тинцькє снида, цинзєронттєнь є̈рясть: да душманонь кяжи вєрса: валость учсєф волять. Моньгє оцю сємья є̈ткса, вольнай ломань налса: тямасть юкснє — лятфнємастє: лямбє пара валса. |

Джерело: Українська бібліотека